# Adagio
Adagio [adádžo] (z ital. ad agio, klidně, pohodlně) je označení mírného hudebního tempa, které znamená „klidně“ nebo „volně“. Adagio je rychlejší než lento ("pomalu") a pomalejší než andante ("krokem"). Na metronomu mu odpovídá asi 66–76 úderů za minutu.
V klasických hudebních formách sonáty, koncertu a symfonie bývá adagio (případně andante) druhá věta, mohou však být i jiná uspořádání. Velkým mistrem pomalých vět byl Ludwig van Beethoven. Některé takové věty se osamostatnily a hrají se jako krátké skladby.